# إدوارد فورنير
إدوارد فورنير (بالفرنسية: Édouard Fournier)‏ هو كاتب مسرحي وأمين مكتبة ومؤرخ فرنسي، ولد في 15 يونيو 1819 في أورليان في فرنسا، وتوفي في 10 مايو 1880 في باريس في فرنسا.